# Schendylops ramirezi
Schendylops ramirezi – gatunek parecznika z rzędu zieminkokształtnych i rodziny Schendylidae.
Gatunek ten opisany został w 2013 roku przez Luisa Alberto Pereirę. Jego epitet gatunkowy nadano na cześć Martína Javiera Ramíreza.
Samce mają ciało długości około 5 mm i szerokości do 0,3 mm, wyposażone w 27 segmentów odnóżowych. Samice mają ciało długości około 7 mm i szerokości do 0,37 mm, wyposażone w 29 segmentów odnóżowych. Okazy przechowywane w alkoholu mają jasnożółtawe ubarwienie. Czułki są około 2,4 raza dłuższe od płytki głowowej. Brzeg przedni płytki głowowej jest wypukły, a tylny wklęsły. Na nadustku nie występuje clypeal area. Środkowy łuk wargi górnej ma 9 ciemnych ząbków. Szczęki pierwszej pary mają na coxosternum parę szczecinek, a te drugiej pary mają na coxosternum pojedynczą szczecinkę pośrodku. Szczękonóża cechuje nieuzbrojona środkowa krawędź trochanteroprefemur. Pola porowate są niepodzielone i występują wyłącznie na sternitach od drugiego do piętnastego. Gonopody u samca są dwuczłonowe, a u samicy jednoczłonowe.
Wij neotropikalny, znany wyłącznie z brazylijskiego stanu Rio de Janeiro. Spotykany jest w lasach deszczowych formacji Mata Atlântica w rejonie Praia Grande das Palmas.